# Epicauta obesa
Epicauta obesa es una especie de coleóptero de la familia Meloidae.

## Distribución geográfica
Habita en México y Estados Unidos.